# Desigualdad de género en Corea del Sur
La desigualdad de género en Corea del Sur se refiere a la desigualdad de oportunidades y de trato que enfrentan hombres y mujeres en Corea del Sur. Derivada de ideologías y prácticas patriarcales profundamente arraigadas, la desigualdad de género en Corea del Sur está constantemente clasificada como una de las más altas del mundo. Si bien la desigualdad de género sigue siendo especialmente prevalente en la economía y la política de Corea del Sur, ha mejorado en la atención de la salud y la educación.

## Estadísticas de género
Debido a los diversos métodos de cálculo y medición de la desigualdad de género, las clasificaciones de la desigualdad de género de Corea del Sur varían en los diferentes informes. Mientras que el Índice de desigualdad de género del UNPD de 2017 sitúa a Corea del Sur en el 10º lugar entre 160 países, el Foro Económico Mundial sitúa a Corea del Sur en el 118.º lugar entre 144 países en su Global Gender Gap Report de 2017. En su estudio de 2013, Branisa y otros explican que los índices como el Índice de la Brecha de Género Mundial tienden a estar «centrados en los resultados», lo que significa que se centran en las desigualdades de género en la agencia y en el bienestar. Los índices como el Índice de Instituciones Sociales y Género (SIGI) se centran en los orígenes de las desigualdades de género, como las leyes y normas. Corea del Sur es uno de los tres países de la OCDE que no recibió una puntuación perfecta del SIGI. Si bien el SIGI no le dio a Corea del Sur una clasificación general, se informó que el país tiene niveles muy bajos de código de familia discriminatorio, bajos niveles de libertades civiles restringidas y niveles medios de recursos y bienes restringidos.
En 2010, el 93% de los surcoreanos encuestados creía que las mujeres debían tener los mismos derechos que los hombres, y entre ellos, el 71% cree que se necesitan más cambios antes de alcanzar ese objetivo.
| Subíndice                             | Puesto (de un total de 144 países) | Puntuación (0 = no paridad, 1 = paridad) | Puntuación media |
| ------------------------------------- | ---------------------------------- | ---------------------------------------- | ---------------- |
| Participación y oportunidad económica | 121                                | 0.533                                    | 0.585            |
| Logros educativos                     | 105                                | 0.960                                    | 0.953            |
| Salud y supervivencia                 | 84                                 | 0.973                                    | 0.956            |
| Empoderamiento político               | 90                                 | 0.134                                    | 0.227            |

En el informe de 2017 se señala que todos los subíndices (salud y supervivencia, educación, participación e igualdad económica y empoderamiento político) muestran una mejora en comparación con 2006 (fecha de la primera publicación de este informe anual). En comparación con otros países, Corea del Sur tiene la puntuación más alta en Salud y Supervivencia (84.º), luego Empoderamiento Político (90.º), luego Logros Educativos (105.º), y ocupa el lugar más bajo en Participación Económica e Igualdad (121.º).
| Indicadores                                   | Proporción entre mujeres y hombres en Corea del Sur | Promedio de la proporción entre mujeres y hombres |
| --------------------------------------------- | --------------------------------------------------- | ------------------------------------------------- |
| Igualdad salarial para trabajos similares     | 0.51                                                | 0.634                                             |
| Ingresos estimados de trabajo                 | 0.45                                                | 0.509                                             |
| Legisladores, altos funcionarios y gerentes   | 0.12                                                | 0.320                                             |
| Matriculación en la enseñanza superior        | 0.77                                                | 0.938                                             |
| Mujeres en el parlamento                      | 0.20                                                | 0.205                                             |
| Mujeres en puestos ministeriales              | 0.10                                                | 0.100                                             |
| Años con jefe de Estado femenino (últimos 50) | 0.10                                                | 0.104                                             |

## Historia
La “desigualdad de género” en Corea del Sur se ha perpetuado y profundizado por prácticas y acontecimientos históricos, como la esclavitud sexual militar y el escándalo de Park Geun-hye. Sin embargo, la Corea del Sur contemporánea ha hecho grandes progresos en el intento de reducir la desigualdad de género a través de la legislación y la formulación de políticas.

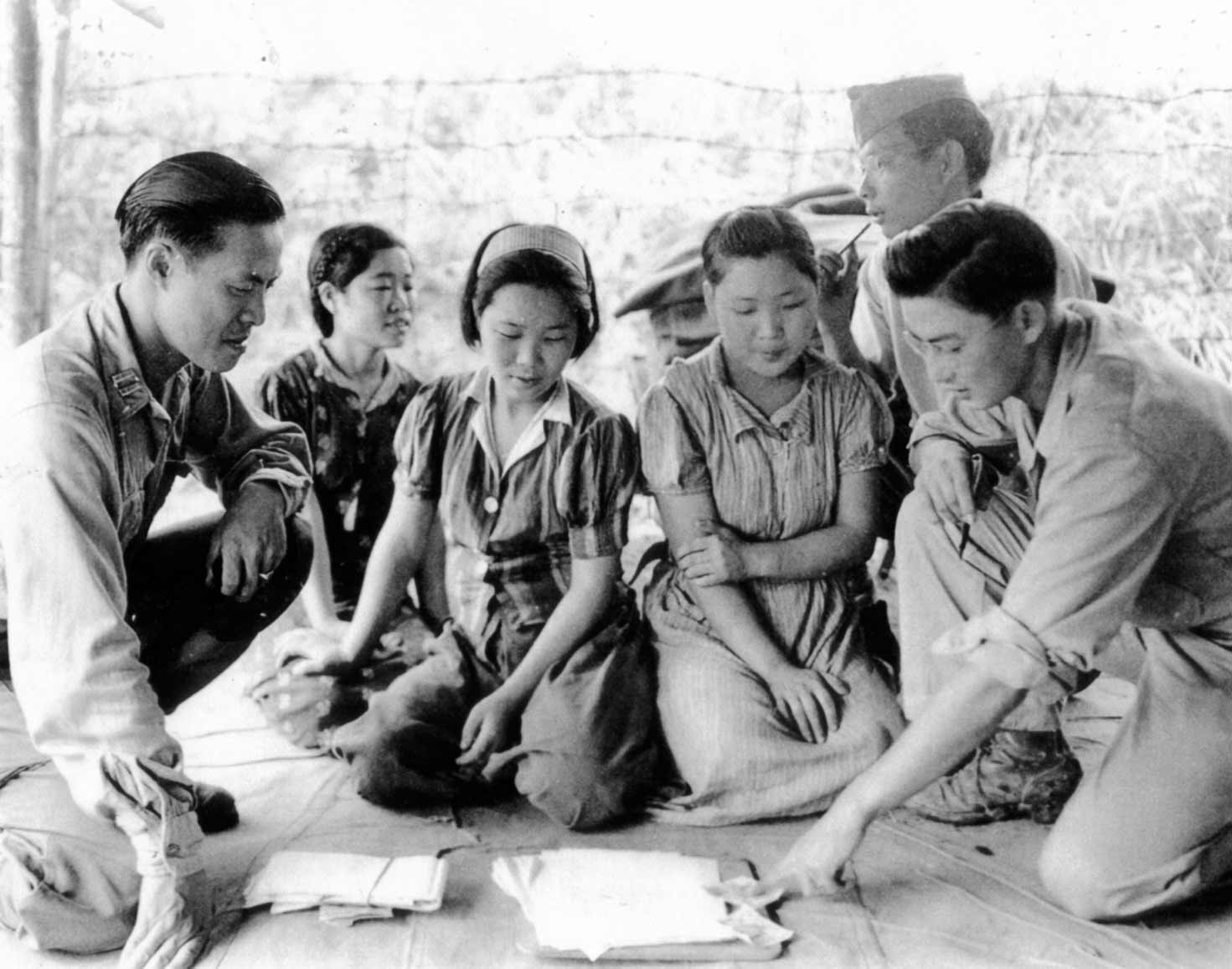
Mujeres de consuelo coreanas interrogadas por los sargentos del ejército de EE. UU. en 1944.

### Esclavitud sexual militar
A lo largo de la historia moderna, las mujeres surcoreanas han sido sometidas a la esclavitud sexual militar. Durante la Segunda Guerra Mundial, miles de jóvenes coreanas fueron obligadas a convertirse en «mujeres de consuelo» para el Ejército Imperial Japonés. Según los autores del Journal of Korean Studies, Han y Chu, «los establecimientos militares han dependido y justificado la discriminación sistemática de la mujer promoviendo las nociones de género de feminidad y masculinidad, debilidad y fuerza, conquistado y conquistador». Han y Chu creen que la esclavitud sexual militar ha contribuido a las ideologías patriarcales que perpetúan la desigualdad de género en Corea del Sur.
Además, esas mujeres fueron víctimas tanto de la violencia como de la sexualización. En el European Journal of Women's Studies, el autor Yonson Ahn afirma que los soldados de rangos inferiores ejercieron violencia en forma de abuso sexual hacia las mujeres de consuelo como una forma de hacer frente al duro tratamiento de los soldados de rangos superiores y a la guerra. Para practicar el poder y confirmar su masculinidad, los soldados tenían lo que Ahn denomina «familia en la sombra».  Estas familias de la sombra eran mujeres de consuelo embarazadas que dependían de los soldados para su estabilidad. Esta idea perpetuaba el marco de desigualdad de género existente en la típica familia coreana de hombres que tenían más poder con las decisiones y tenían que ser el jefe de la familia.

### Legislación
Tras la democratización de Corea, el número de movimientos feministas aumentó considerablemente. El Gobierno coreano comenzó a abordar las cuestiones de igualdad de género a finales del siglo XX con los siguientes actos legislativos:
- Ley de Empleo de Igualdad Sexual (1987) [14]
- Ley de igualdad de empleo y conciliación del trabajo y la familia (1989) [16]
- Ley de bienestar maternoinfantil (1991) [17]
- Ley de Castigo de la Violencia Sexual y Protección de la Víctima (1993) [17]
- Ley de desarrollo de la mujer (1995) [17]
- Ley de Prevención de la Violencia Doméstica y Protección de la Víctima (1997) [17]

En 2005 se creó el Ministerio de Igualdad de Género y Familia y se abolió el registro familiar patrilineal (hoju).. Si bien la igualdad de género en la formulación de políticas y la gobernanza ha mejorado en las últimas décadas, la igualdad de género en los mercados laborales y la división del trabajo ha permanecido estancada.

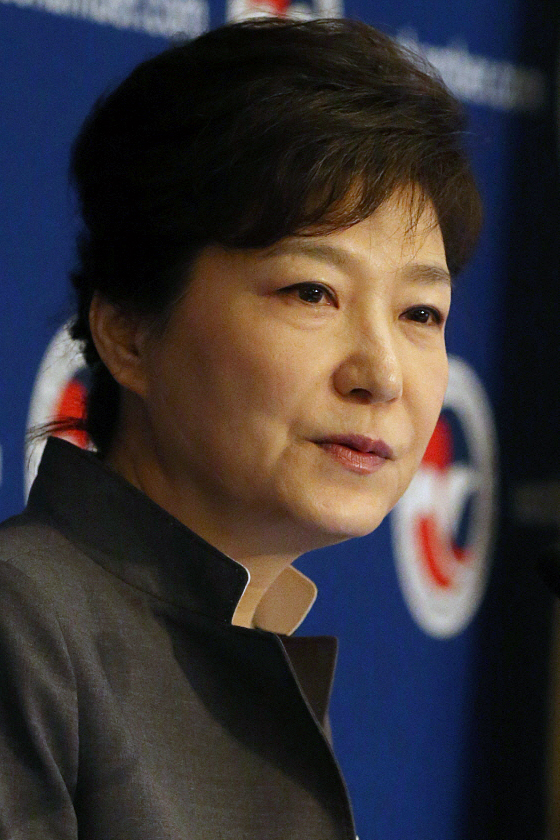
Park Geun-hye

### Park Geun-hye
Aunque las mujeres obtuvieron el derecho al voto y a presentarse a las elecciones en 1948, las mujeres han estado históricamente subrepresentadas en la política de Corea del Sur. Cuando Park Geun-hye se convirtió en la primera mujer presidente de Corea del Sur en 2012, muchos consideraron su elección como una victoria para la igualdad de género en Corea del Sur. Cuatro años más tarde, su escándalo y su juicio político anularon cualquier progreso realizado por su elección y dejaron a muchos convencidos de que las mujeres no están en condiciones de dirigir su país.

## Desigualdad profesional
La desigualdad profesional en Corea del Sur es atípicamente alta entre los países desarrollados. Este tipo de desigualdad se puede observar en las estadísticas relativas a la brecha salarial, las tasas de empleo, la segregación ocupacional y la licencia parental de Corea del Sur.

### Brecha salarial
En su artículo de 2001, Monk-Turner y Turner informan que «en igualdad de condiciones, los hombres ganan entre un 33,6% y un 46,9% más que las mujeres con aptitudes comparables». En 2017, la OCDE colocó a Corea en la última posición de todos los países de la OCDE en lo que respecta a la diferencia de remuneración entre los géneros, posición que no ha mejorado desde que la OCDE publicó por primera vez esta clasificación en 2000. La diferencia de remuneración entre los géneros en Corea es del 34,6%, mientras que el promedio de la OCDE es del 13,1%. La brecha ha mejorado en un 7% desde 2000, aunque la tasa de mejora ha sido más lenta que en otros países de la OCDE. La brecha salarial de género en Corea ha sido calificada como «la peor... entre los países industrializados».  Corea también se ubicó en el puesto más bajo por octavo año consecutivo en el índice del techo de cristal publicado por The Economist en 2020. El índice del techo de cristal fue determinado por el desempeño del país en nueve indicadores tales como la brecha salarial, la participación en la fuerza de trabajo, la representación en puestos superiores, la licencia de maternidad remunerada, etc.

### Empleo
Las mujeres tienden a ocupar puestos de trabajo no fijos y mal pagados y tienen menos probabilidades de ser ascendidas a puestos directivos superiores en el lugar de trabajo; sin embargo, las oportunidades de empleo para las mujeres en Corea del Sur han aumentado constantemente en los últimos decenios. Antes de la guerra de Corea, la tasa de empleo de las mujeres era inferior al 30%. En su Estudio Económico de Corea de 2018, la OCDE registró una tasa de empleo femenino de alrededor de 56,1%, la cual está por debajo del promedio (59,3%) de todos los países de la OCDE. La tasa de empleo masculino es de 75,9%, la cual es ligeramente superior al promedio de la OCDE (74,7%).
En su documento de 2013, Patterson y Walcutt concluyeron que la desigualdad de género en el lugar de trabajo se debe a «la falta de aplicación de la ley, un sistema de castigo débil, la aceptación tácita del statu quo por parte de las mujeres, las cuestiones culturales organizativas derivadas de la mentalidad tradicional coreana que permiten la discriminación de género y una falta general de conocimiento de las reglamentaciones de la OE [igualdad de oportunidades] por parte de muchas empresas».
Además de las expectativas sociales y familiares de las mujeres de ser las principales cuidadoras, el informe de la OCDE explica que «las mujeres tienden a retirarse de la fuerza de trabajo una vez que tienen hijos, en parte debido a la escasez de instituciones de educación y cuidado de la primera infancia de alta calidad». Durante los años setenta y ochenta, las mujeres dejaron la fuerza de trabajo en una «etapa muy temprana de la formación de la familia». Actualmente, están dejando la fuerza de trabajo más tarde, por lo general justo antes o durante su embarazo. May señala que esta tendencia podría deberse a la creciente independencia financiera de las mujeres.
Según el Foro Económico Mundial, Corea del Sur se sitúa en el número 124 de 149 países del mundo en lo que respecta a la participación y las oportunidades económicas de las mujeres.  Las mujeres se enfrentan a menudo a cuestiones relativas a su estado civil o a si tienen previsto tener hijos cuando solicitan un empleo, e incluso se les sugiere que los empleos en ámbitos «dominados por los hombres» no son apropiados para ellas.
Entre los países de la OCDE, Corea del Sur lidera con la mayor brecha salarial con un 35 por ciento, mientras que la brecha salarial media de la OCDE se sitúa en un 13,8 por ciento, y el techo de cristal del país se extiende tanto a los consejos de administración de las empresas como a las funciones de liderazgo.

### Segregación ocupacional
A pesar del aumento de la tasa de empleo de las mujeres, la fuerza de trabajo en Corea sigue estando muy segregada por género, caracterizada por la proporción de empleo a tiempo completo y las diferencias industriales. En 2017, las mujeres en Corea constituían el 39,5% de la población con empleo a tiempo completo, en contraste con el 62,7% de la población con empleo a tiempo parcial. La tasa relativamente alta de empleo a tiempo parcial para las mujeres puede atribuirse en parte a los ideales tradicionales confucianos de roles de género en Corea, en los que se espera que las mujeres asuman la responsabilidad de los deberes familiares y el cuidado de los niños. El empleo a tiempo parcial permite la conciliación de la vida profesional y familiar, especialmente para las mujeres, como se explica en un análisis de las Perspectivas del Empleo de la OCDE de 2002.
Además de las diferencias en las tasas de empleo a tiempo completo y parcial, la desigualdad de género en Corea también se manifiesta a través de la segregación industrial. En un artículo de 1994, Monk-Turner y Turner observaron que «la agricultura y la producción absorbían el 66,3% de todas las trabajadoras» y «otro 29% de todas las mujeres trabajan como oficinistas, vendedoras o trabajadoras de servicios». En 2017, según las estadísticas de la Organización Internacional del Trabajo, el empleo en el sector agrícola se había reducido a alrededor del 5% tanto para hombres como para mujeres; el 82,1% de las trabajadoras se concentraba en el sector de los servicios, con un 11,5% en la industria manufacturera y un 1,4% en la construcción, en contraste con los hombres con un 61,9% en los servicios, un 20,8% en la industria manufacturera y un 11,2% en la construcción.  En dos décadas, aparte de la tendencia nacional de desplazamiento sectorial fuera de la agricultura tanto para hombres como para mujeres, la población femenina trabajadora sigue estando muy concentrada en ciertas industrias, mientras que no parece aplicarse el mismo patrón para los hombres. Además, en el Estudio económico de la OCDE para Corea de 2018 se observó que, en la esfera empresarial, «las mujeres empresarias se concentran en los sectores básicos de subsistencia, como la salud y el bienestar social, el alojamiento y los restaurantes, otros servicios personales y los servicios educativos, lo que refleja en parte su acceso más limitado a la financiación y sus antecedentes educativos».

### Permiso por maternidad y paternidad
Aunque Corea del Sur ofrece 12 semanas de permiso de maternidad y el permiso de paternidad remunerada más larga de todos los países de la OCDE, con 53 semanas, tomar la licencia es muy impopular y se desalienta extraoficialmente en las empresas coreanas, lo que obliga a las mujeres a abandonar el lugar de trabajo después del nacimiento de un hijo. Como resultado, los padres que trabajan -especialmente las madres- reciben relativamente poco apoyo para la crianza de sus hijos. La financiación pública de los permisos por paternidad, así como el desarrollo de programas de cuidado de los niños han ido ganando terreno poco a poco en Corea del Sur, donde el cuidado de los niños y su sector económico había sido predominantemente privado.

### Desigualdad en los hogares

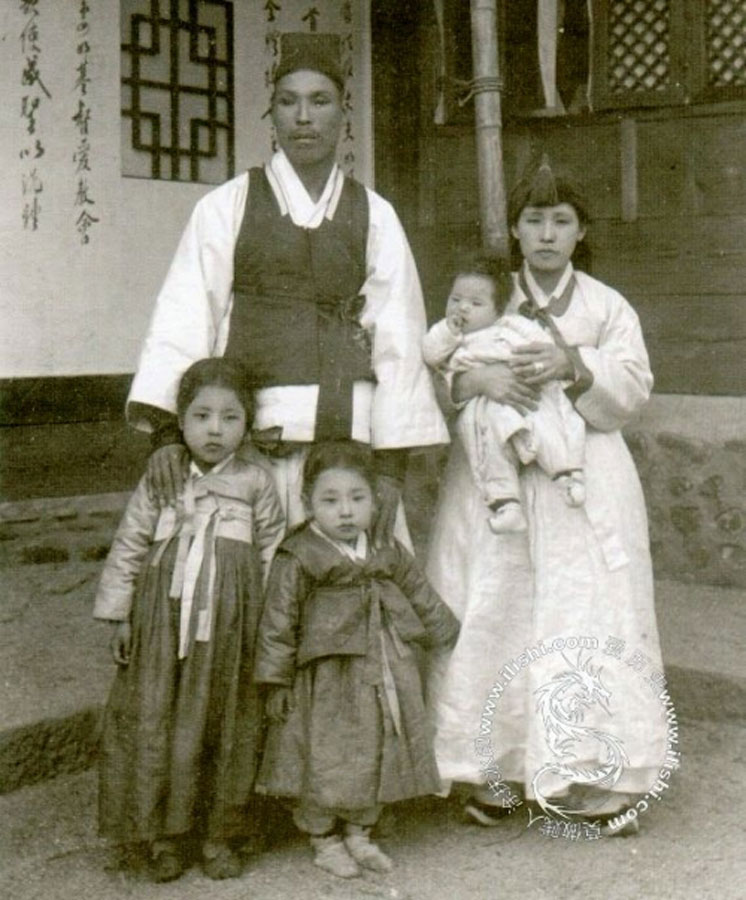
Una familia coreana del.

Los valores familiares confucianos apoyan los roles de género tradicionales, se espera que los hombres hagan un trabajo «tipo hombre» y que las mujeres hagan un trabajo «tipo mujer». Dado que se espera que los hombres sean el principal sostén de la familia, existe una fuerte tendencia cultural a definir los roles femeninos como los de esposa, madre y ama de casa. En 1998, una encuesta del Instituto Coreano para el Desarrollo de la Mujer encontró que la mayoría de las mujeres surcoreanas hacían todas las tareas domésticas en sus hogares.
Como consecuencia de las desigualdades en el hogar, las mujeres surcoreanas se casan más tarde y tienen menos hijos[45]. Un informe de 2007 del Centro de Estudios Estratégicos e Internacionales señala que estas tendencias son «en muchos sentidos lo peor de ambos mundos». Corea tiene ahora una tasa de fertilidad más baja que cualquier país desarrollado y una de las tasas más bajas de participación de la mujer en la fuerza laboral -60% para las mujeres de 25 a 54 años contra el 75% en los EE. UU. y el 76% en la UE. El porcentaje de mujeres coreanas que dicen que es «necesario" tener hijos disminuyó del 90% en 1991 al 58% en 2000. En 1970, la edad promedio del primer matrimonio para las mujeres era de 23 años; en 2005 era de casi 28. El informe muestra que las culturas tradicionales coreanas de la familia y el lugar de trabajo deben cambiar para prevenir serios problemas económicos y sociales debido a las extremadamente bajas tasas de fertilidad.

### Desigualdad de oportunidades especiales
Desde el siglo XX hasta la era moderna, el acceso de las mujeres a la educación terciaria ha aumentado, pero sigue siendo comparativamente inferior al de varios países desarrollados, en particular los que tienen una mayor proporción de mujeres instruidas que de hombres. La prevalencia de una fuerza de trabajo dominada por los hombres y la estricta supervisión paterna de la educación de los hijos hicieron que las mujeres que cursaban estudios terciarios consideraran la educación superior como un instrumento para formar a los hijos en lugar de seguir una carrera. Aunque el 74,9% de las mujeres de Corea del Sur (entre 25 y 34 años) han completado la educación terciaria, un porcentaje que es mucho más alto que el promedio de la OCDE (50,7%), la tasa de empleo de las mujeres con educación terciaria es la más baja de la OCDE.
Dentro de la educación primaria y secundaria, se está promoviendo una mayor participación femenina en los campos de CTIM.  Las instituciones terciarias están siendo presionadas para admitir más mujeres.